# Club Bella Vista
Club Bella Vista es un club argentino de fútbol ubicado en la ciudad de Bahía Blanca, provincia de Buenos Aires. 
Participó del Torneo Regional Federal Amateur 2024/25, la cuarta categoría del fútbol local, en la que integró la zona regional bonaerense Pampeana Sur, siendo 6° en la Tabla de Segundos y eliminado en Primera Fase.
Asimismo, compite en la Liga del Sur, certamen creado el 18 de junio de 1908 que se distingue por ser la liga más antigua del interior del país.
El jugador más notable de su historia es Alfio Basile, quien se desempeñó como director de la selección argentina de fútbol y lideró al equipo a la obtención de dos Copa América. También cabe destacar el debut en sus filas del delantero Rodrigo Palacio, subcampeón de la Copa del Mundo y de Carlos Fernández (alias: Fide).

## Palmarés
- Liga del Sur (8): 1957, 1960, 1961, 2000, 2008, 2010, 2016 (A), 2023 (C).